# Ali Jebeli
Ali Jebeli (in persiano علی جبلی‎; Teheran, 20 settembre 2004) è un nuotatore iraniano, membro della squadra nazionale di nuoto iraniana.
Ha vinto la medaglia d'oro nella competizione internazionale di Dubai, negli Emirati Arabi Uniti, ha partecipato al Campionato del mondo del Qatar e alla Competizione mondiale italiana sono tra i risultati della carriera di Jabali.
Jabali fa parte della squadra nazionale di nuoto iraniana dal 2019 ed è anche membro della squadra Naft di Teheran nel campionato di nuoto iraniana.  

## Primati personali
- Una medaglia di bronzo e una d'argento nelle competizioni internazionali dell'Iran ( Tabriz, 2017)
- Una medaglia d'oro nella competizione internazionale iraniana ( Teheran, 2018)
- 3 medaglie d'oro del concorso internazionale degli Emirati ( Dubai 2018)